# Anthony Recker
Anthony Vito Recker, ameriški bejzbolist, * 29. avgust 1983, Allentown, Penslvanija, ZDA. 
Recker je poklicni lovilec in je trenutno član ekipe Atlanta Braves.

## Poklicna kariera
Recker je bil s strani ekipe iz Oaklanda izbran v 18. krogu nabora lige MLB leta 2005. V nižjih podružnicah je igral kot lovilec in igralec prve baze, vendar je v ligi MLB do sedaj igral izključno kot lovilec. 
Iz nižjh podružnic je bil prvič v ligo MLB povišan 23. avgusta 2011, šest dni pred svojim 28. rojstnim dnem.  Istega leta je bil imenovan v ekipo najboljših lige Pacific Coast League.
V letošnji sezoni se je po 13 tekmah na položajih lovilca in imenovanega odbijalca vrnil v nižje podružnice , medtem ko lovilske naloge v ligi MLB opravljata Kurt Suzuki in Derek Norris. 